# Vadžver
Vadžver (také Uadžur, v egyptštině wꜣḏ-wr znamená Moře (doslova Velký zelený)) je egyptský bůh plodnosti a zosobnění Středozemního moře. Symbolizuje také bohatství vod delty Nilu.

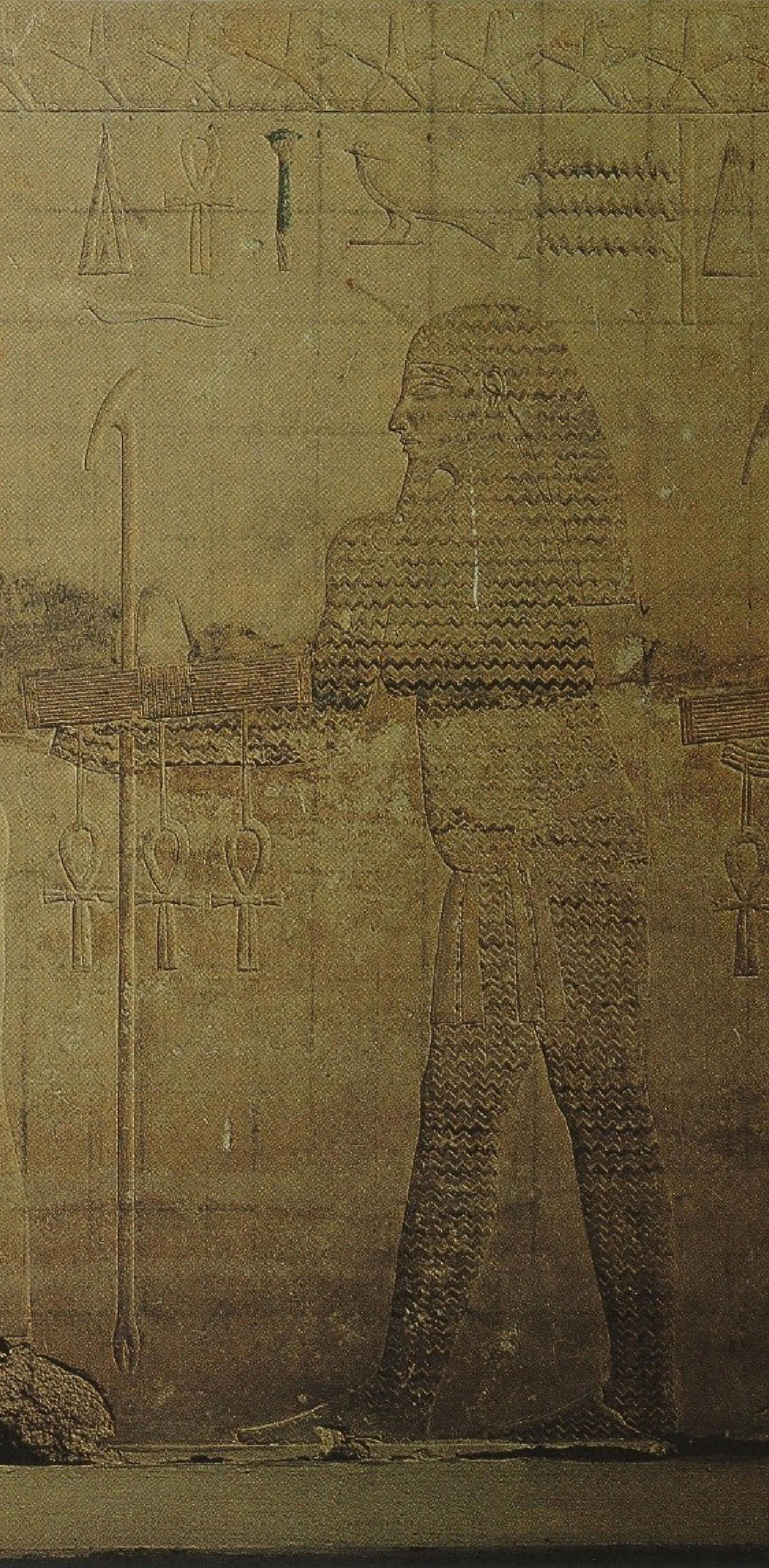
285x285bod

Obecně se věřilo, že Vadžver byl ztělesněním Středozemního moře; nicméně také spíše představoval laguny a jezera v nejsevernější deltě Nilu, jak naznačují některé texty.
Nejstarší zmínka o tomto božství pochází z 5. dynastie. Je zmíněn v zádušním chrámu Sahureovy pyramidy v Abúsíru. Zde se jeví jako bůh Hapi, ale s tělem naplněným vodními vlnkami. Je zmíněn také na zdech hrobu prince Amunherkhepeshefa, syna faraóna Ramesse III.